# Moussa Kalisse
Moussa Kalisse (Bodegraven, 18 maggio 1983) è un calciatore olandese con cittadinanza marocchina, attaccante del Rohda '76.

## Carriera
Ha giocato nella massima serie dei campionati olandese e rumeno.